# Bezpiecznik gazowy
Bezpiecznik gazowy – zabezpieczenie butli z gazami technicznymi oraz innych punktów poboru gazów przed niepożądanymi skutkami cofania się gazu lub płomienia.
Bezpieczniki gazowe dzielimy na:
- bezpieczniki instalacji gazowej
  - bezpieczniki płynowe
  - bezpieczniki obecności gazu
  - bezpieczniki obecności płomienia
  - bezpieczniki przepływowe
- bezpieczniki spawalnicze
  - acetylenowe
  - przypalnikowe.